# Mikal Bridges

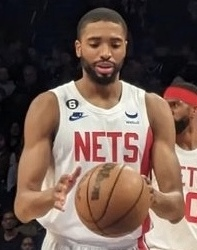
Mikal Bridges, 2023.

Mikal Bridges, född 30 augusti 1996 i Philadelphia i Pennsylvania, är en amerikansk professionell basketspelare (SG/SF) som spelar för New York Knicks i National Basketball Association (NBA). Han har tidigare spelat för Phoenix Suns och Brooklyn Nets.
Bridges draftades av Philadelphia 76ers i första rundan i 2018 års draft som tionde spelare totalt.
Innan han blev proffs studerade Bridges på Villanova University och spelade för deras idrottsförening Villanova Wildcats.